# Сорок Севастийских мучеников
Статья — о церковном праздновании. О народной обрядности см. статью Сороки (праздник)

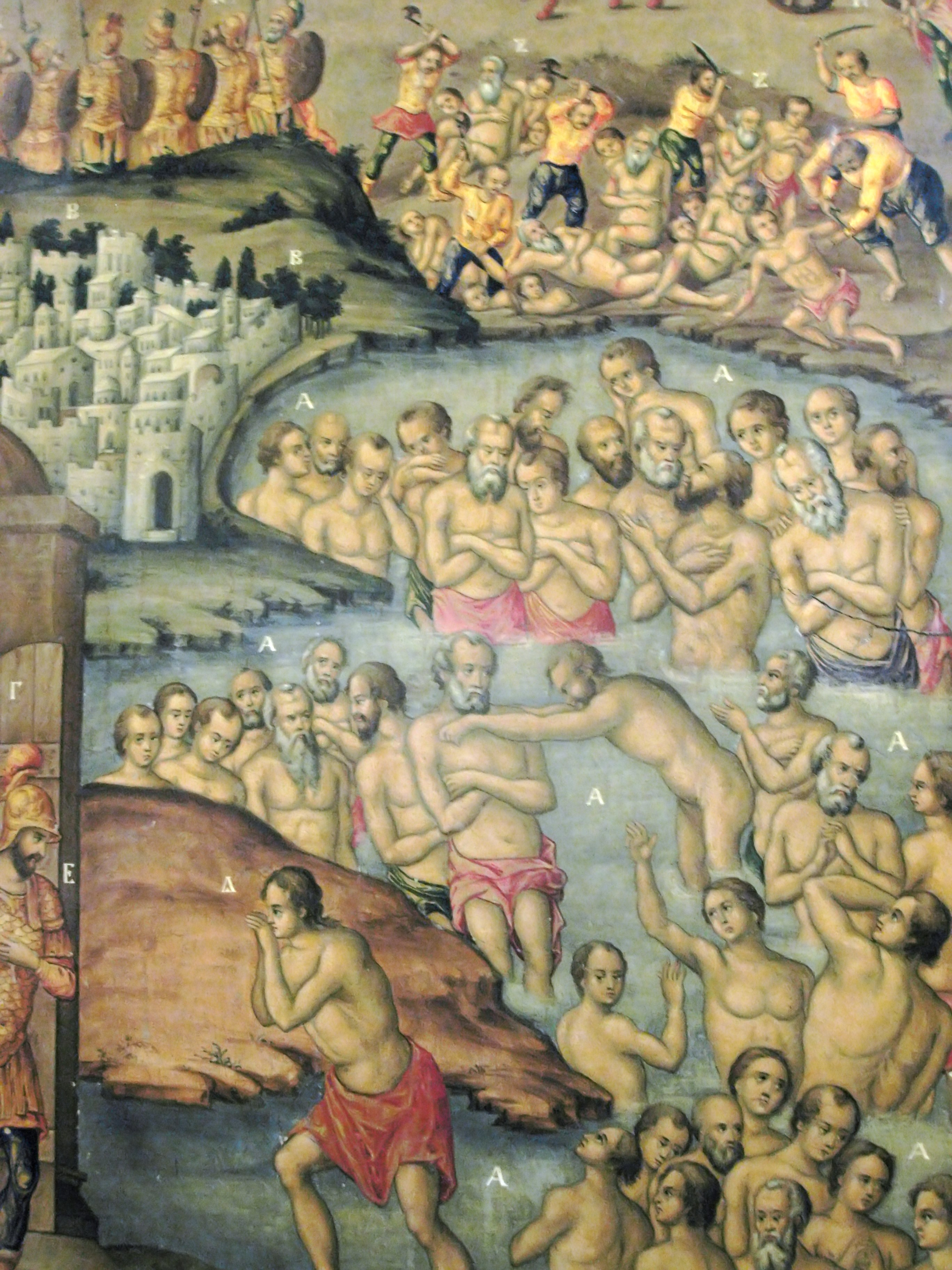
Икона «Сорок мучеников Севастийских» из православной церкви Сорока Мучеников, расположенной в колокольне храма Гроба Господня

Со́рок Севасти́йских му́чеников — воины-христиане, принявшие мученическую смерть за веру во Христа в Севастии (Малая Армения, современная Турция) в 320 году при императоре Лицинии. Православная церковь отмечает их память 9 (22) марта.
Воины родом из Каппадокии (ныне на территории Турции) были в составе римского XII Молниеносного легиона (лат. Legio XII Fulminata), стоявшего в городе Севастии. Военачальник Агрикола потребовал от них принесения жертвы языческим богам, они отказались. После их отказа римские воины вечером их раздели и поставили в покрытое льдом озеро. Рядом поставили тёплую баню, чтобы желающие отречься от Христа могли в ней согреться. К утру один из воинов побежал в баню, однако, забежав туда, сразу умер. Как показывает сличение имён, приведенных в «Завещании» святых Сорока мучеников Севастийских, и имён, приведенных в Святцах, имя этого воина было Мелетий. Один из римлян, Аглаий, видя стойкость духа христиан, сам разделся и присоединился к стоявшим в озере. По преданию, римские воины, видя, что мученики не замерзают, перебили им голени и сожгли. Обугленные кости мучеников были брошены в воду, чтобы христиане не собрали их. Согласно житию, спустя три дня мученики явились во сне блаженному Петру, епископу Севастийскому, и повелели ему предать погребению их останки. Останки светились в воде ярким светом. Епископ с несколькими клириками ночью собрал их останки и с честью похоронил.

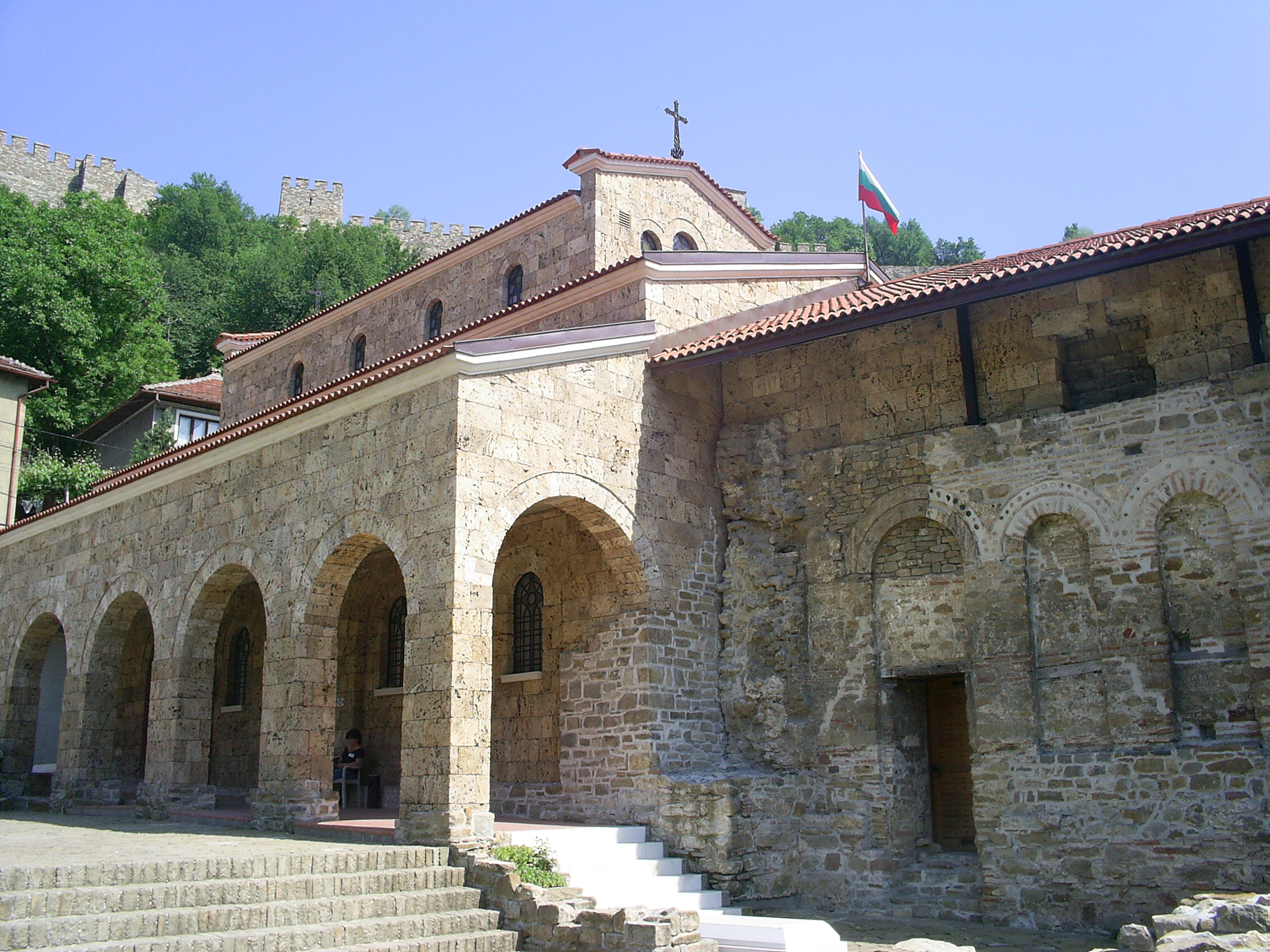
Церковь Сорока Севастийских мучеников, построенная (или обновлённая) и освящённая в их честь в городе Тырново, столице Болгарского царства во времена Ивана II Асеня

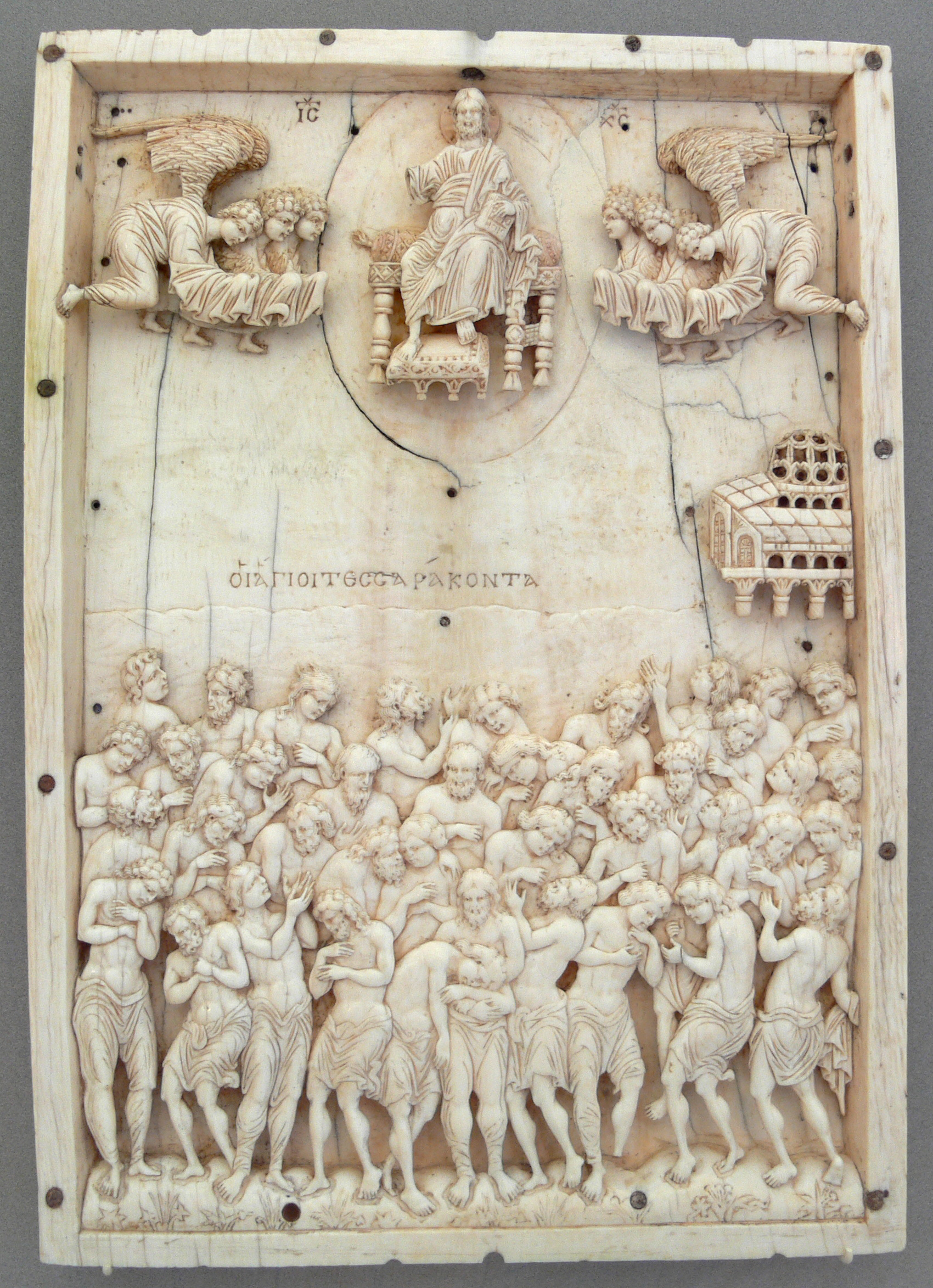
Византийский барельеф X века (Музей Боде, Берлин)

Имена мучеников: Кирио́н, Канди́д, Домн, Исихий, Ираклий, Смарагд, Евно́ик, Уа́лент (Валент), Вивиа́н, Клавди́й, Приск, Феодул, Евтихий, Иоанн, Кса́нфий, Илиа́н, Сисиний, Анги́й, Ае́тий, Флавий, Акакий, Екди́кий, Лисима́х, Александр, Или́й, Горгоний, Фео́фил, Дометиа́н, Гаий, Леонтий, Афанасий, Кирилл, Сакердо́н, Николай, Уале́рий (Валерий), Филокти́мон, Севериан, Худио́н, Мелитон и Агла́ий.
Память Сорока мучеников относится к кругу наиболее чтимых праздников. В день их памяти облегчается строгость Великого поста и совершается литургия преждеосвященных Даров.
9 марта 1230 года болгарский царь Иван II Асень разбил армию Феодора Комнина и пленил его с семьёй и большей частью войска. Иван II Асень отнёс свою победу заступничеству Сорока Севастийских мучеников. В качестве благодарности царь построил или обновил бывший на этом месте (остаётся не до конца выясненным) храм и освятил его в честь Сорока мучеников, а также оставил знаменательную надпись на колонне этой церкви в память о славной победе.

## Галерея

Ораторий сорока мучеников в Санта-Мария-Антиква
Фреска сорока мучеников в Санта-Мария-Антиква